# Pluherlin
Pluherlin (tiếng Breton: Pluhernin) là một xã ở tỉnh Morbihan trong vùng Bretagne tây bắc Pháp. Xã này có diện tích 35,4 km², dân số năm 1999 là 1098 người. Khu vực này có độ cao từ 13-101 mét trên mực nước biển.
Sông Arz chảy theo hướng đông qua thị trấn.
Cư dân của Pluherlin danh xưng trong tiếng Pháp là Pluherlinois.